# 31 декабря
31 декабря — 365-й день года (366-й в високосные годы) по григорианскому календарю.
До конца года остаётся 0 дней.
До 15 октября 1582 года — 31 декабря по юлианскому календарю, с 15 октября 1582 года — 31 декабря по григорианскому календарю.
В XX и XXI веках соответствует 18 декабря по юлианскому календарю.
Один из двух дней года, в которые может быть добавлена високосная секунда (другой такой день — 30 июня).

## Праздники
См. также: Категория:Праздники 31 декабря
- Канун Нового года.

### Национальные
- Азербайджан — День солидарности азербайджанцев всего мира.

### Религиозные
Католицизм
 — Память Папы Сильвестра I;
 — память святой Катрин Лабуре.
 Православие
 — Память мученика Севастиана и дружины его: Никострата (казнохранителя), жены его Зои, Кастория, Транквиллина пресвитера и сынов его Маркеллина и Марка, диаконов, Клавдия, начальника над тюрьмами, сына его Симфориана, брата Викторина, Тивуртия и Кастула (ок. 287 или 304);
 — память мучеников Еввиота (318); Фоки и Ермила; Мартина;
 — память святителя Модеста, архиепископа Иерусалимского (633—634);
 — память преподобного Флора, епископа Амийского (VII в.);
 — память преподобного Михаила, исповедника (ок. 845);
 — память святых Софии чудотворицы; Мокия; Ермогена; Елисаветы; Георгия столпника; Феодора и Софрония чудотворца;
 — память преподобного Даниила Пустынника (XV в.);
 — память преподобного Севастиана Сохотского, Пошехонского (ок. 1500);
 — прославление праведного Симеона Верхотурского (Меркушинского) (1694);
 — мученика Виктора (1936);
 — память мученика Виктора Матвеева (1937);
 — память священномученика Фаддея, архиепископа Тверского (1937);
 — память священномучеников Николая, архиепископа Великоустюжского, Илии, Иоанна, Владимира и Николая, пресвитеров (1937);
 — память священномученика Сергия диакона и мученицы Веры (1942).

### Именины
- Католические: Екатерина, Сильвестр.
- Православные: Вера, Виктор, Викторин, Владимир, Даниил, Еввиот, Егор, Елизавета, Ермил, Ермоген, Зоя, Иван, Илья, Касторий, Кастул, Клавдий, Марк, Маркеллин, Мартын, Михаил, Модест, Мокий, Николай, Никострат, Севастьян, Семён, Сергей, Симфориан, Софроний, Софья, Тивуртий, Транквиллин, Фаддей, Фёдор, Флор, Фока, Юрий.

## События
См. также: Категория:События 31 декабря

### До XIX века
- 406 — вандалы, аланы, свевы и другие варварские племена перешли через замерзший Рейн в районе городов Майнца и Вормса и вторглись в зажиточную римскую провинцию Галлия (будущая Франция).
- 1347 — в Европе началась самая тяжёлая эпидемия — бубонной и лёгочной чумы, длившаяся четыре года.
- 1600 — указом Елизаветы I создано акционерное общество Английская Ост-Индская компания, получившее обширные привилегии для торговых операций в Индии.
- 1621 — Микуловский (Никольсбургский) мир между трансильванским князем Габором Бетленом и императором Фердинандом II Габсбургом.
- 1799 — окончательное прекращение срока действия привилегий Ост-Индской компании.

### XIX век
- 1825 — перед строем восставших солдат Черниговского полка прочитана написанная С. И. Муравьёвым-Апостолом и М. П. Бестужевым-Рюминым революционная прокламация «Православный катехизис», призывавшая к вооружённому выступлению против самодержавия, крепостного права и рекрутчины.
- 1877 — в ходе Русско-турецкой войны российские войска под командованием Иосифа Гурко наносят поражение туркам при Ташкессене.
- 1888 — открылся учредительный съезд австрийской социал-демократической партии.
- 1898 — открыта первая междугородная телефонная линия Москва — Петербург.
- 1899:
  - начало эфемеридного времени (года);
  - Ахалкалакское землетрясение.

### XX век
- 1907 — окончание судебного процесса над подписавшими Выборгское воззвание.
- 1915 — прекратил деятельность «Продуголь».
- 1917:
  - на съезде Советов Латвии и Валмиере избран новый Исколат (фактически первое советское правительство Латвии);
  - установлена советская власть в Ростове-на-Дону;
  - декрет СНК о признании государственной независимости Финляндии;
  - декретом СНК упразднены канцелярии Государственной думы и Временного комитета.
- 1918:
  - немецкая армия оставила Вильнюс;
  - газета «Роте Фане» становится центральным органом Компартии Германии;
  - РККА заняла Уфу.
- 1919:
  - в ходе Донбасской операции части 6-й кавалерийской дивизии Красной Армии в районе Алексеево-Леоново разбили Марковскую пехотную дивизию. Большевики получают контроль над Донбассом;
  - восстановлена советская власть в Макеевке.
- 1926 — официально прекратил существование Латинский монетный союз.
- 1935 — первый электропоезд отправился с Балтийского вокзала в Красное Село.
- 1941 — Вторая мировая война: освобождён город Белёв.
- 1942:
  - Вторая мировая война: войска Сталинградского фронта полностью разгромили 4-ю румынскую армию и нанесли тяжёлое поражение 4-й немецкой танковой армии;
  - Вторая мировая война: «Новогодний бой» между британскими кораблями, входившими в состав арктического конвоя JW-51B, и немецкими рейдерами.
- 1943:
  - первое заседание Крайовы Рады Народовы, временного парламента Польши;
  - Вторая мировая война: освобождён город Житомир.
- 1944:
  - Крайова Рада Народова принимает декрет о преобразовании Польского комитета национального освобождения во Временное правительство Польской республики;
  - Вторая мировая война: освобождение Черногории Народно-освободительной армией Югославии.
- 1945:
  - союзная военная администрация на оккупированных территориях (АМГОТ) передала правительству Италии последние итальянские территории, находившиеся под её управлением[8];
  - в СССР вышел в эфир первый выпуск радиопередачи «Клуб знаменитых капитанов».
- 1946 — завершение эвакуации войск Великобритании и Франции из Ливана.
- 1952 — протокол о безвозмездной передаче советским правительством правительству КНР всех прав по совместному управлению КЧЖД со всем принадлежащим ей имуществом.
- 1960 — открыто троллейбусное движение в Волгограде.
- 1963 — последний день существования Федерации Родезии и Ньясаленда.
- 1965 — Приморский край и Хабаровский край награждены орденом Ленина.
- 1966 — землетрясение силой 8 баллов на британских островах Санта-Крус в Океании.
- 1968:
  - прекращение деятельности Единой социалистической партии Исландии в связи с её вхождением в избирательный блок «Народный союз»;
  - первый в мире полёт сверхзвукового пассажирского самолёта Ту-144.
- 1970:
  - Кемеровская область во второй раз награждена орденом Ленина;
  - авиакатастрофа Ил-18 под Ленинградом.
- 1975 — в прибрежной части шельфового ледника Фильхнера в Западной Антарктиде открыта сезонная научная станция и экспедиционная база Дружная.
- 1989:
  - открыт первый участок длиной 1,9 км третьей, Сырецко-Печерской линии Киевского метрополитена, с тремя станциями: «Золотые ворота», «Дворец спорта» и «Мечникова» (ныне «Кловская»);
  - основана Третья Речь Посполитая[источник не указан 823 дня].
- 1992 — последний день существования Чехословакии.
- 1994 — Первая чеченская война: российские войска начали штурм Грозного.
- 1999 — Борис Ельцин ушёл в отставку с поста президента Российской Федерации.
- 2000 — последний день XX века и 2-го тысячелетия.

### XXI век
- 2003 — введён в эксплуатацию небоскрёб «Тайбэй 101», который начали строить в 1999 году.
- 2011 — закрытие канала «Семёрка»
- 2014 — давка в Шанхае, 36 погибших.
- 2015 — официально завершил работу Международный трибунал по Руанде.
- 2018 — взрыв в жилом доме в Магнитогорске.
- 2019 — прекратила своё существование компания United Artists.
- 2022: 
  - в возрасте 95 лет умер папа римский на покое Бенедикт XVI;
  - завершено строительство Китайской космической станции.

## Родились
См. также: Категория:Родившиеся 31 декабря

### До XIX века
- 1378 — Каликст III (в миру Альфонсо ди Борджиа; ум. 1458), 209-й папа римский (1455—1458).
- 1514 — Андреас Везалий (ум. 1564), врач и анатом, основоположник научной анатомии.
- 1572 — Император Го-Ёдзэй (ум. 1617), японский император (1586—1611).
- 1617 — Бартоломе Эстебан Мурильо (ум. 1682), испанский живописец, глава севильской школы.
- 1668 — Герман Бургаве (ум. 1738), нидерландский врач, ботаник и химик.
- 1738 — Чарльз Корнуоллис (ум. 1805), британский военный и государственный деятель.
- 1747 — Готфрид Август Бюргер (ум. 1794), немецкий поэт.
- 1763 — Пьер-Шарль де Вильнёв (ум. 1806), французский адмирал.
- 1764 — Максимен-Жозеф Эммануэль Гидаль (расстрелян в 1812), французский генерал эпохи Наполеоновских войн, участник заговора Мале.
- 1771 — Каэтан Козьмян (ум. 1856), польский поэт, критик, публицист, прозаик.

### XIX век
- 1805 — Мари Д’Агу (псевдоним Даниэль Стерн; ум. 1876), французская писательница.
- 1837 — Пётр Грузинский (ум. 1892), русский живописец-баталист и жанрист.
- 1842 — Джованни Больдини (ум. 1931), итальянский живописец.
- 1858 — Винцас Кудирка (ум. 1899), литовский композитор, писатель, переводчик, автор гимна Литвы.
- 1869 — Анри Матисс (ум. 1954), французский художник и скульптор.
- 1874 — Ефим Честняков (ум. 1961), самобытный русский художник, писатель-сказочник, скульптор.
- 1880 — Джордж Маршалл (ум. 1959), американский военный и государственный деятель, генерал, инициатор плана Маршалла, лауреат Нобелевской премии мира (1953).
- 1896 — Татьяна Барышева (ум. 1979), русская советская актриса театра и кино.
- 1899 — Сильвестре Ревуэльтас (ум. 1940), мексиканский композитор, скрипач, дирижёр.

### XX век
- 1908 — Симон Визенталь (ум. 2005), австрийский еврей, переживший Холокост, «охотник за нацистами».
- 1920 — Зейнал Джаббарзаде (ум. 1977), азербайджанский советский поэт и публицист.
- 1924 — Борис Кулагин (ум. 1988), советский хоккеист и тренер, заслуженный тренер СССР.
- 1927 — Ева Рутткаи (ум. 1986), венгерская актриса театра, кино и телевидения.
- 1928 — Татьяна Шмыга (ум. 2011), певица, актриса театра оперетты и кино, народная артистка СССР.
- 1930 — Анатолий Кузнецов (ум. 2014), актёр театра и кино, народный артист РСФСР.
- 1933 — Семён Фарада (ум. 2009), советский и российский актёр театра и кино, народный артист РФ.
- 1935 — Салман ибн Абдул-Азиз Аль Сауд, король Саудовской Аравии (с 2015).
- 1937 — Энтони Хопкинс, британский и американский актёр, кинорежиссёр, композитор, лауреат премий «Оскар», «Золотой глобус» и др.
- 1940 — Олег Яковлев (ум. 1990), советский лётчик, космонавт-испытатель.
- 1941:
  - Алекс Фергюсон, шотландский футболист и футбольный тренер;
  - Шон Каннингем, американский режиссёр и продюсер.
- 1942 — Энди Саммерс, британский гитарист и композитор (группы The Police, The Animals).
- 1943:
  - Бен Кингсли (наст. имя Кришна Пандит Бханджи), британский актёр индийского происхождения, лауреат премии «Оскар», двух «Золотых глобусов» и др. наград;
  - Регина Дубовицкая, советская и российская телеведущая, журналист, сценарист.
- 1944 — Тейлор Хэкфорд, американский кинорежиссёр, в 2009—2013 гг. президент Гильдии режиссёров Америки, лауреат премии «Оскар».
- 1945:
  - Татьяна Никитина, советская и российская исполнительница в жанре авторской песни (в дуэте с мужем С. Никитиным);
  - Конни Уиллис, американская писательница-фантаст.
- 1946:
  - Людмила Пахомова (ум. 1986), советская фигуристка, олимпийская чемпионка в танцах на льду (1976), 6-кратная чемпионка мира и Европы;
  - Диана фон Фюрстенберг, французский и американский модельер.
- 1948 — Донна Саммер (наст. имя Ладонна Адриан Гэйнс) (ум. 2012), американская певица.
- 1951 — Томас Хэмилтон, американский рок-музыкант, автор песен, бас-гитарист группы Aerosmith.
- 1953 — Джеймс Ремар, американский актёр.
- 1959:
  - Вэл Килмер, (ум. 2025), американский актёр.
  - Барон Вака, науруанский политик и композитор, президент Науру (2013—2019).
- 1963 — Скотт Иэн (Скотт Иэн Розенфельд), ритм-гитарист и бэк-вокалист американской трэш-метал-группы Anthrax.
- 1964 — Валентина Варгас, чилийская актриса кино и телевидения, певица.
- 1965 — Гун Ли, китайская актриса.
- 1973 — Николай Цискаридзе, артист балета, педагог, народный артист России.
- 1974 — Тони Канаан, бразильский автогонщик.
- 1977:
  - Psy (наст. имя Пак Чжэ Сан), южнокорейский певец;
  - Дональд Трамп-мл., американский бизнесмен.
- 1978 — Юлия Барсукова, российская спортсменка, олимпийская чемпионка по художественной гимнастике (2000), чемпионка мира и Европы.
- 1982 — Киккан Рэндалл, американская лыжница, олимпийская чемпионка, чемпионка мира.
- 1983 — Жаклин Карвальо, бразильская волейболистка, двукратная олимпийская чемпионка (2008, 2012).
- 1985 — Александра Герасименя, белорусская пловчиха, трёхкратный призёр Олимпийских игр, общественный деятель
- 1990 — Патрик Чан, канадский фигурист, олимпийский чемпион в команде (2018), многократный чемпион мира в одиночном катании.
- 1991 — Киевстонер (наст. имя Альберт Васильев), украинский видеоблогер, киноактёр, рэпер.
- 1996 — Александр Большунов, российский лыжник, трёхкратный олимпийский чемпион (2022).
- 1999 — Эллесс Эндрюс, новозеландская велогонщица, двукратная олимпийская чемпионка.

## Скончались
См. также: Категория:Умершие 31 декабря

### До XIX века
- 192 — Луций Элий Аврелий Коммод (р. 161), римский император (177—192).
- 1510 — Бьянка Мария Сфорца (р. 1472), вторая жена императора Священной Римской империи Максимилиана I, представительница известной миланской династии Сфорца.
- 1679 — Джованни Альфонсо Борелли (р. 1608), итальянский учёный-универсал.
- 1691 — Роберт Бойль (р. 1627), английский физик и химик.
- 1715 — Уильям Уичерли (р. ок. 1640), английский драматург.
- 1719 — Джон Флемстид (р. 1646), английский астроном.
- 1771 — Христиан Адольф Клоц (р. 1738), немецкий филолог-классик.
- 1799 — Луи Жан Мари Добантон (р. 1716), французский натуралист, член Французской и Петербургской академий.

### XIX век
- 1830 — графиня де Жанлис (р. 1746), французская писательница.
- 1864 — Александр Дружинин (р. 1824), русский писатель, литературный критик, переводчик.
- 1872 — Алексис Киви (р. 1834), финский драматург, основоположник финского литературного языка.
- 1877 — Гюстав Курбе (р. 1819), французский художник-пейзажист.
- 1889 — Иван Глазунов (р. 1826), русский издатель и книготорговец.
- 1892 — Григор Арцруни (р. 1845), армянский либерально-буржуазный публицист, редактор и издатель газеты «Мшак».
- 1899 — Карл Миллёкер (р. 1842), австрийский композитор.

### XX век
- 1911 — Григорий Мясоедов (р. 1834), русский художник-передвижник.
- 1916 — Рене-Поль Шутценбергер (р. 1860), французский художник.
- 1917 — Федерико Дзандоменеги (р. 1841), итальянский художник, представитель импрессионизма.
- 1932 — Станисловас Нарутавичюс (р. 1862), литовский юрист и политический деятель.
- 1936 — Мигель де Унамуно (р. 1864), испанский писатель.
- 1944 — Анна Морозова (р. 1921), советская подпольщица, Герой Советского Союза.
- 1951 — Максим Литвинов (р. 1876), советский государственный деятель, нарком иностранных дел СССР (1930—1936).
- 1953 — Николай Дорохин (р. 1905), актёр театра и кино, народный артист РСФСР.
- 1963:
  - Иван Нечаев (р. 1900), оперный певец, педагог, заслуженный артист РСФСР;
  - Григорий Ярон (р. 1893), артист оперетты, режиссёр, либреттист, народный артист РСФСР.
- 1964 — Генри Мейтленд Вильсон (р. 1881), британский военачальник, фельдмаршал.
- 1966 — Абиб Исмайлов (р. 1906), азербайджанский кинорежиссёр и сценарист, заслуженный деятель искусств АзССР.
- 1970:
  - Николай Андреев (р. 1880), советский физик, академик АН СССР, основатель школы научной акустики;
  - Сирил Скотт (р. 1879), английский композитор и писатель.
- 1972 — Андрей Белозерский (р. 1905), советский биохимик, вице-президент АН СССР (1971—1972), Герой Социалистического Труда.
- 1980:
  - Маршалл Маклюэн (р. 1911), канадский социолог;
  - Рауль Уолш (р. 1887), кинорежиссёр, актёр, сценарист и продюсер, один из соучредителей Американской киноакадемии.
- 1981 — Ефим Дзиган (р. 1898), актёр, режиссёр, сценарист, народный артист СССР.
- 1984 — Яков Шведов (р. 1905), русский советский прозаик и поэт-песенник.
- 1985:
  - Габит Мусрепов (р. 1902), казахский писатель и общественный деятель, академик АН Казахской ССР, Герой Социалистического Труда;
  - погиб Рики Нельсон (р. 1940), американский актёр, певец и музыкант, звезда рок-н-ролла.
- 1988:
  - Владимир Козел (р. 1919), актёр театра и кино, народный артист РСФСР;
  - Константин Чибисов (р. 1897), советский физикохимик, специалист в области фотохимии и научной фотографии.
- 1990:
  - Василий Лазарев (р. 1928), советский космонавт, Герой Советского Союза;
  - Иосиф Рапопорт (р. 1912), генетик, член-корреспондент АН СССР.
- 1991 — Юрий Белов (р. 1930), советский киноактёр.
- 1993:
  - Звиад Гамсахурдия (р. 1939), первый президент Грузии (1991—1992);
  - Михаил Дудин (р. 1916), русский советский поэт, переводчик, журналист, военный корреспондент.
- 1996 — Лев Ошанин (р. 1912), поэт-песенник, лауреат Государственной премии СССР.
- 2000:
  - Кеннет Ли Пайк (р. 1912), американский лингвист и антрополог;
  - погиб Бекзат Саттарханов (р. 1980), казахстанский боксёр, олимпийский чемпион (2000).

### XXI век
- 2003 — Алимпий (в миру Александр Капитонович Гусев; р. 1929), старообрядческий митрополит Московский и всея Руси.
- 2004 — Жерар Дебрё (р. 1921), американский экономист французского происхождения, лауреат Нобелевской премии (1983).
- 2010 — Пер Оскарссон (р. 1927), шведский актёр, кинорежиссёр, сценарист.
- 2011 — Елена Доронина (р. 1955), советская и российская актриса театра и кино.
- 2013 — Лидия Вертинская (р. 1923), советская и российская актриса, художница.
- 2015:
  - Натали Мария Коул (р. 1950), американская певица и актриса, дочь Нэта Кинга Коула;
  - Валерий Рыжаков (р. 1945), советский и российский актёр театра и кино.
- 2020 — Робер Оссейн (при рожд. Абрахам Оссейнхофф; р. 1927), французский актёр и режиссёр театр и кино, продюсер.
- 2021 — Вадим Хамутцких (р. 1969), советский и российский волейболист, трёхкратный призёр Олимпийских игр.
- 2022 — Бенедикт XVI (р. 1927), папа римский в 2005—2013 годах.
- 2023 — Ана Офелия Мургия (р. 1933), мексиканская актриса.
- 2024 — Арнольд Рюйтель (р. 1928), советский, эстонский государственный деятель. Президент Эстонии (2001—2006), председатель Президиума Верховного Совета Эстонской ССР (1983—1990), Председатель Верховного Совета Эстонии (1990—1992).

## Народный календарь, приметы и фольклор Руси
Модест Иерусалимский.
- Каков Модест, таков будет и июнь месяц[9].
- В старину говорили: «Декабрь старый год кончает, новому дорожку новым счастьем стелет»[10].